# عملية اقتحام مستوطنة عتصمونا

محمد فرحات يودع أمه "خنساء فلسطين" قبل ذهابه لعملية الاقتحام

عملية اقتحام مغتصبة عتصمونا هي عملية عسكرية أعدّت لها كتائب الشهيد عز الدين القسام الجناح العسكري لحركة المقاومة الإسلامية (حماس)، ونفذها محمد فتحي فرحات، جنوب قطاع غزة في مستوطنة عتصمونا إحدى مستوطنات تجمع «غوش قطيف». حدثت ليل الخميس وفجر الجمعة في 8 مارس 2002م.

## خلفية تاريخية
كانت انتفاضة الاقصى في أوجها وكانت المجازر بحق الفلسطينيين شبه يومية. وكانت الدبابات الإسرائيلية وقوات الاحتلال تمنع إسعاف الجرحى في مخيم طولكرم و 6 جثث ملقاة في الشوارع وعشرات الجرحى ينزفون دماءهم دون إسعاف. وفي يومي الخميس والجمعة.
حيث استشهد أكثر من 50 فلسطينيا في الضفة الغربية وقطاع غزة ووكانت هذه العملية في ذلك اليوم في واحد من أعنف الأيام الدامية منذ اندلاع الانتفاضة الفلسطينية ضد الاحتلال قبل 17 شهرا من تاريخ العملية. في هذه الأثناء تتحدث أنباء عن ارتكاب الجيش الإسرائيلي مجزرة بحق الفلسطينيين في مخيم طولكرم للاجئين المحاصر منذ يومين في تلك الاثناء.
ويأتي هذا التصعيد الإسرائيلي بالرغم من إعلان واشنطن عزمها إرسال مبعوثها الخاص الجنرال أنتوني زيني إلى المنطقة. وأعلن في تل أبيب أن رئيس الوزراء الإسرائيلي أرييل شارون تخلى عن المطالبة بأسبوع من الهدوء لتطبيق خطة أميركية لإحلال الهدوء، تبين لاحقا أنه يكذب. وذلك في وقت دعا فيه الرئيس الفلسطيني ياسر عرفات الولايات المتحدة للتدخل لوقف المذابح الإسرائيلية ضد الفلسطينيين. ويأتي الهجوم على مستوطنة غوش قطيف بعد ساعات على عملية فدائية أخرى فجر فيها فلسطيني نفسه عند مدخل مستوطنة أرييل جنوبي مدينة نابلس في الضفة الغربية، مما أدى إلى استشهاده وإصابة عشرة إسرائيليين بجراح. وقالت الشرطة الإسرائيلية وعمال إسعاف إن الانفجار هز متجرا كبيرا في مدخل مستوطنة أرييل. ووصفت جروح البعض بأنها خطيرة للغاية.

## نتائج العملية
محمد اخترق كل الحواجز والأسلاك الشائكة، وقتل 7 جنود صهاينة عالأقل وإصاب أكثر من 10 آخرين.

## منفذ العملية
محمد فرحات ابن أم نضال فرحات المشهورة باسم خنساء فلسطين والتي لفتت الانظار بوداع ابنها بتسجيل مصور وتحريضها له بتنفيذ العملية والقيام بدوره تجاه دين الإسلام ووطنه بفلسطين، وتقول أم نضال:«إنها تقدم أبنائها وتحثهم على السير بدرب الجهاد لأنه المخلص لهم في الآخرة من العواقب وهى تختار الأفضل لأبنائها لأنها تتمنى لهم حياة سعيدة في جنان الخلود». أم نضال فرحات هي أول امرأة فلسطينية تودع ابنها قبل ذهابه لتنفيذ عملية قتالية ضد الاحتلال الإسرائيلي وتصور ذلك، لتوصف بعد ذلك بـ «خنساء فلسطين».

## قبل العملية بساعات
تروي أم نضال أنها «كانت تجلس مع محمد قبل العملية بيومين وتستمع له أثناء قراءته للوصية ولكنها كانت تجهش بالبكاء وكانت تحاول ألا تظهر له ذلك، وتذكر أن محمد نام آخر ليلة معها على السرير ولما أفاق من نومه روى رؤية لها بأن الحور العين تنتظره وتستعد لاستقباله».
ومن ثم ودعها وانطلق وكانت هناك اتصالات هاتفية قبل تنفيذ العملية وهو في الطريق ثم قال لها سأنقطع الآن وآخر من كلمه كان عماد ابن أخيه نضال فرحات.

## تفاصيل العملية
تمكن محمد فرحات وكان عمره 19 عاماً من اقتحام كافة حصون وحواجز الاحتلال الإسرائيلي وإجراءاته الأمنية المشددة في ساعة متأخرة من ليل الخميس 7/3/2002.
خرج صائماً واستطاع ببندقية من نوع كلاشنكوف وتسعة أمشاط من الذخيرة وسبعة عشر قنبلة من النوع الحارق وبحجم جديد والتي أعدها له الشهيد القائد عدنان الغول، استطاع أن يقتحم مستوطنة «عتصمونا» الواقعة ضمن تجمع مستوطنات «غوش قطيف» المقامة على الأراضي الفلسطينية في قطاع غزة، وخاض فيها معركة لمدة 25 دقيقة أسفرت عن مقتله واعترف الاحتلال بمصرع 3 جنود أولا ثم لاحقاً 7 ثم من جنوده وجرح أكثر من عشرين آخرين، حسب ما اكتفى الاحتلال في الاعتراف به، وبعد أشهر ذكرت مصادر صحفية إسرائيلية أن عملية عتصمونا أدت إلى مقتل 11 من المتدربين والجنود في المستوطنة.
وكان قد نجح محمد فرحات في النفاذ من سلسلة حواجز أمنية وعسكرية صهيونية ووصل إلى المستوطنة، ثم اشتبك مع دورية عسكرية كانت مكلفة بالحراسة مكونة من 9 جنود هناك فقتل جميع أفرادها، ثم دخل إلى مدرسة تلمودية عسكرية للمتطرفين اليهود كان طلبتها تحت الإعداد للالتحاق بصفوف جيش الاحتلال، وفتح نيران بندقيته صوبهم ملقياً عدداً من القنابل اليدوية التي كانت بحوزته وقد دخل إلى غرفهم ومكان نومهم وألقى عليهم القنابل، وأثناء هجومه على معهد ديني متخصص بتعليم التوراة للشبان الذين يلتحقون بالجيش الإسرائيلي وصلت الإمدادات العسكرية الإسرائيلية إلى هناك، واشتبك مجدداً مع قوات الاحتلال الاضافية حتى استشهد بعد نفاذ ذخيرته.

## شهادات الصهاينة من أرض العملية
ذكرت إحدى الصحف الصهيونية على لسان أحد جنود جيش الاحتلال الذي كان يقف في برج المراقبة انه (شاهد أحد المقاتلين بعد تسلله وشاهده يقطع السلك المحيط بالمستوطنة)، ورغم أن الجندي كان بحوزته رشاش وباستطاعته أن يسدد نحو الشهيد محمد إلا أنه قد أصيب بالإرباك وألقى رشاشه أرضاً وأصبح يرتجف خوفا.
أحد الصهاينة الناجين من العملية يقول: (شاهدناه دخل علينا الغرفة واخذ زجاجة الماء وشرب منها ثم واصل إطلاق النار ونحن نعتصر رعباً ورهبة).

## ردّات الفعل
- أوروبا: بعض السياسيين الكبار في أوروبا: هذه المرأة قلبها قاس وتدفع ابنها للانتحار.ومواقع بريطانية تصفها بغير العاقلة وأنها تعانى من مشاكل نفسية.
- الجمهور المسلم: هذا مشهد للخنساء يتكرر في أيامنا هذه.
- رد فعل الشارع الفلسطيني: العديد من الأهالي كانوا يعارضون أبناءهم للانضمام في إطار المقاومة، ولكن بعد هذا المشهد، الكثيرون غيروا آرائهم وأيّدوا العمليات أكثر، وتكرر المشهد لعدد من الأمهات فقد ودعن أبناءهن قبل الاستشهاد.
- رد أم نضال أم الشهيد: «نحن نمتلك عقيدة الإسلام التي ترشدنا إلى الطريق الصواب ولأنّي أحب ولدى اخترت له ما هو أفضل من الحياة الدنيا وليهنأ بسعادة الآخرة».